# Simon XXII Paul
S.S. Simon XXII Paul, ou Mar Shimun XXII Paulos, né à Qotchanès en 1885 et mort le 9 mai 1920 à Bakouba, près de Bagdad, fut catholicos-primat de l'Église apostolique assyrienne de l'Orient, entre 1918 et 1920.

## Biographie
Après que son frère, le patriarche Mar Simon XXI Benjamin, fut assassiné avec cent-cinquante personnes de son entourage, par l'agha kurde Simko Shikak, Simon XXII Paul fut élu au siège patriarcal, le 23 mars 1918. Il fut consacré à l'église Mart Maryam (Sainte-Marie) d'Urmia par le métropolite Mar Eskhaq Khnanicho et les évêques Mar Eliya Abouna d'Alqosh, saint Joseph Khnanicho de Chemsdin et Mar Zaya Sargis de Djelou.
Le 20 août 1918, le nouveau patriarche s'enfuit par crainte de la persécution des Turcs, des Kurdes, et des Azéris iraniens sur les Assyriens chrétiens, alors que la fin de la Première Guerre mondiale et l'écroulement de l'Empire ottoman (allié de l'Empire allemand) attisent les haines. Il se réfugie avec soixante mille Assyriens d'Urmia dans la terre de Mésopotamie, alors sous mandat britannique. Quinze mille Assyriens meurent pendant cette traversée. Les survivants sont parqués dans un camp ouvert par les autorités britanniques à Bakouba, près de Bagdad (à 45 kilomètres au nord).
Affaibli par la maladie, Simon XXII passe tout son temps à vivre au monastère Saint-Matthieu (Mor Mattay), appartenant à l'Église syriaque orthodoxe du patriarcat d'Antioche. Le monastère est situé dans la montagne au nord de Mossoul dans une région difficile d'accès peuplée de chrétiens.
Il meurt le 27 avril 1920 et il est enterré le 9 mai suivant au cimetière arménien de Bagdad.
Il n'y avait plus à cette époque que quatre évêques pour toute l'Église autocéphale assyrienne (Église de l'Orient): Mar Joseph Khnanicho, Mar Zaya Sargis de Djelou, Mar Yalda Yahballaha de Barwari et Mar Abimalek Timothée (Indes du Sud).
Le successeur de Simon XXII Paul est Simon XXIII Ishaya.